# Bernat Martínez
Bernat Martínez Mas (Alberic, 10 gennaio 1980 – Monterey, 19 luglio 2015) è stato un pilota motociclistico spagnolo.

## Carriera

### Europeo Stock1000
Nel 2001 partecipa al gran premio d'Italia ad Imola del campionato Europeo Superstock 1000 con una Aprilia RSV R del team Aprilia Desmo Racing, termina in diciassettesima posizione la gara. Nella stessa stagione conquista tredici punti classificandosi ventesimo nell'europeo Supersport.
Nel 2003 milita nuovamente nel campionato Europeo Superstock 1000, questa volta come pilota titolare, con una Suzuki GSX 1000R del team MIR Racing. Conclude l'annata al nono posto della classifica generale piloti, ottenendo come miglior piazzamento in gara il quarto posto (risultato ottenuto al gran premio di Gran Bretagna a Silverstone ed anche al gran premio d'Italia ad Imola). Nel 2004 continua nel campionato Europeo Superstock 1000 passando al team Bernat Marvimoto, corre cinque gare con una Yamaha YZF R1 e due con una Suzuki GSX-R 1000. Finisce la stagione all'undicesimo posto della graduatoria piloti, riportando come miglior posizionamento in gara il quarto posto al gran premio di Germania ad Oschersleben.

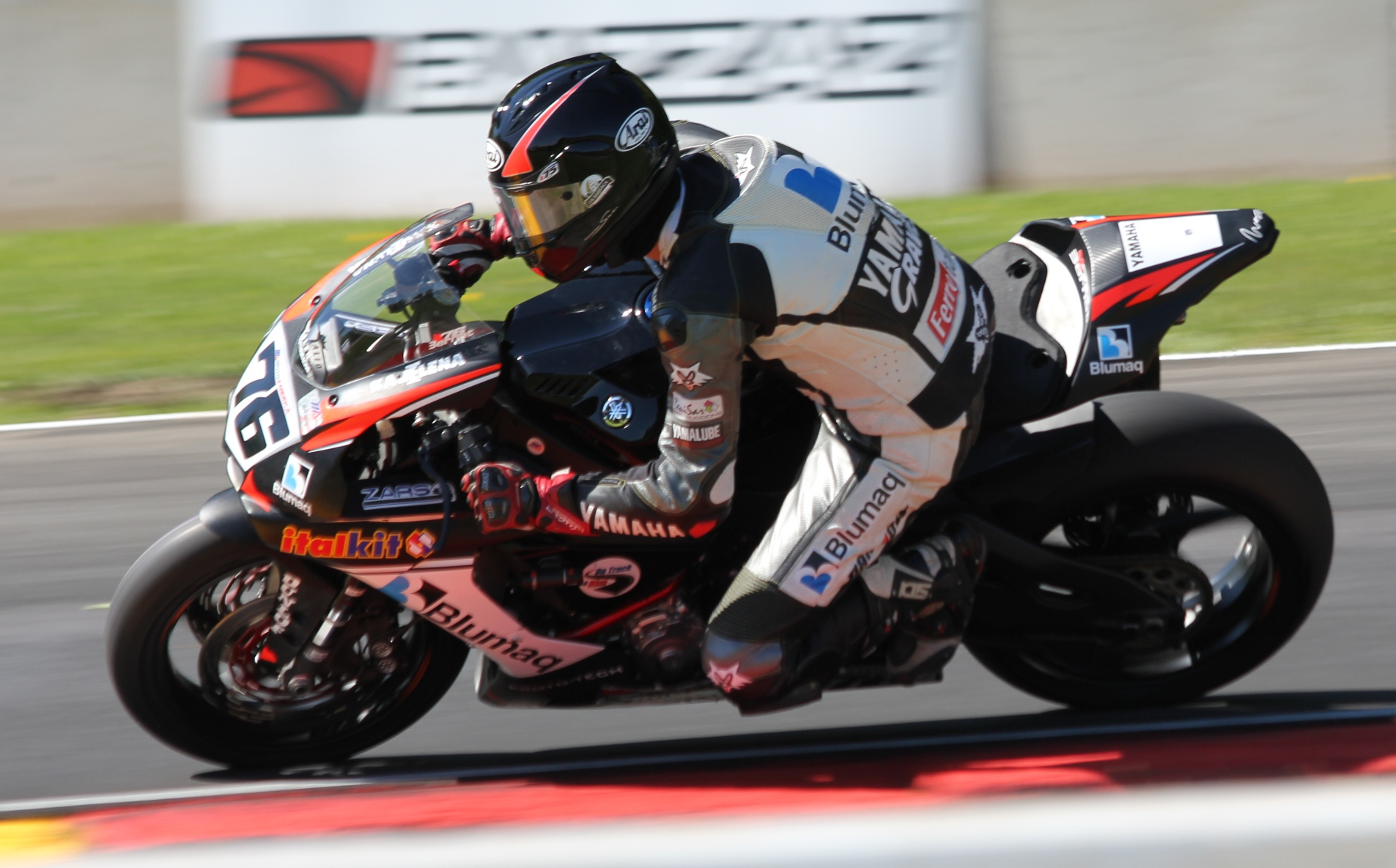
Martínez nel 2015 al Road America.

Nel 2005 è iscritto come wildcard al gran premio di Spagna del campionato mondiale superbike con una Yamaha YZF R1 del team Folch Endurance. Prende parte a tutte le prove libere e di qualificazione ma non si presenta al via delle due gare domenicali a causa di un incidente durante il warm-up nel quale riporta la frattura del malleolo, coinvolgendo nella caduta anche Régis Laconi.

### Supersport e Moto2
Nel 2006 corre tre gare nel mondiale supersport con una Yamaha YZF R6 del team Edo Racing come sostituto di Gianluca Nannelli. Non marca punti utili per la classifica iridata, raggiungendo un diciassettesimo posto al gran premio di San Marino a Misano come miglior risultato in gara. Corre per diversi anni nel campionato catalano, che vince nel 2007, per poi passare, rimanendo sempre in territorio nazionale, al CEV Buckler, in cui arriva secondo nel 2009. Nello stesso anno partecipa al campionato Europeo Superstock 1000 corso in gara unica, giungendo secondo.
Partecipa alla Moto2 nel 2010 con una Bimota HB4 del Maquinza-SAG Team ma viene sostituito da Ricard Cardús alla vigilia del Gran Premio di Germania, senza riuscire ad ottenere punti nelle sette gare corse. In questa stessa stagione è vice-campione dell'europeo Stock 1000 svoltosi in gara unica ad Albacete. È scomparso il 19 luglio 2015 all'età di 35 anni a causa di un incidente occorso al primo giro della gara del campionato MotoAmerica Superbike svoltasi sul circuito di Laguna Seca, nel quale ha perso la vita anche il connazionale Daniel Rivas. A maggio del 2016 in sua memoria gli viene intitolata la curva numero 8 del circuito di Valencia, che pertanto diviene "curva Bernat Martínez".

## Risultati in gara

### Campionato mondiale Superbike
| 2005 | Moto   |  |  |  |  |    |    |  |  |  |  |  |  |  |  |  |  |  |  |  |  |  |  |  |  |  |  | Punti | Pos. |
| ---- | ------ |  |  |  |  | -- | -- |  |  |  |  |  |  |  |  |  |  |  |  |  |  |  |  |  |  |  |  | ----- | ---- |
| 2005 | Yamaha |  |  |  |  | NP | NP |  |  |  |  |  |  |  |  |  |  |  |  |  |  |  |  |  |  |  |  | 0     |      |

| Legenda | 1º posto        | 2º posto            | 3º posto           | A punti      | Senza punti        | Grassetto – Pole position Corsivo – Giro più veloce |
| Legenda | Gara non valida | Non qual./Non part. | Ritirato/Non class | Squalificato | '-' Dato non disp. | Grassetto – Pole position Corsivo – Giro più veloce |

### Campionato mondiale Supersport
| 2006 | Moto   |  |  |    |  |    |    |     |  |  |  |  |  | Punti | Pos. |
| ---- | ------ |  |  | -- |  | -- | -- | --- |  |  |  |  |  | ----- | ---- |
| 2006 | Yamaha |  |  | NP |  | 21 | 17 | Rit |  |  |  |  |  | 0     |      |

| Legenda | 1º posto        | 2º posto            | 3º posto           | A punti      | Senza punti        | Grassetto – Pole position Corsivo – Giro più veloce |
| Legenda | Gara non valida | Non qual./Non part. | Ritirato/Non class | Squalificato | '-' Dato non disp. | Grassetto – Pole position Corsivo – Giro più veloce |

### Motomondiale
| 2010 | Classe | Moto   |    |    |    |    |    |    |     |  |    |  |  |  |  |  |  |  |  |  | Punti | Pos. |
| ---- | ------ | ------ | -- | -- | -- | -- | -- | -- | --- |  | -- |  |  |  |  |  |  |  |  |  | ----- | ---- |
| 2010 | Moto2  | Bimota | 29 | 27 | 29 | 29 | 25 | 28 | Rit |  | NE |  |  |  |  |  |  |  |  |  | 0     |      |

| Legenda | 1º posto        | 2º posto            | 3º posto            | A punti      | Senza punti        | Grassetto – Pole position Corsivo – Giro più veloce |
| Legenda | Gara non valida | Non qual./Non part. | Ritirato/Non class. | Squalificato | '-' Dato non disp. | Grassetto – Pole position Corsivo – Giro più veloce |